# Neoserica obscura
Neoserica obscura är en skalbaggsart som beskrevs av Blanchard 1850. Neoserica obscura ingår i släktet Neoserica och familjen Melolonthidae. Inga underarter finns listade i Catalogue of Life.